# مسجد اليعقوبي (القدس)

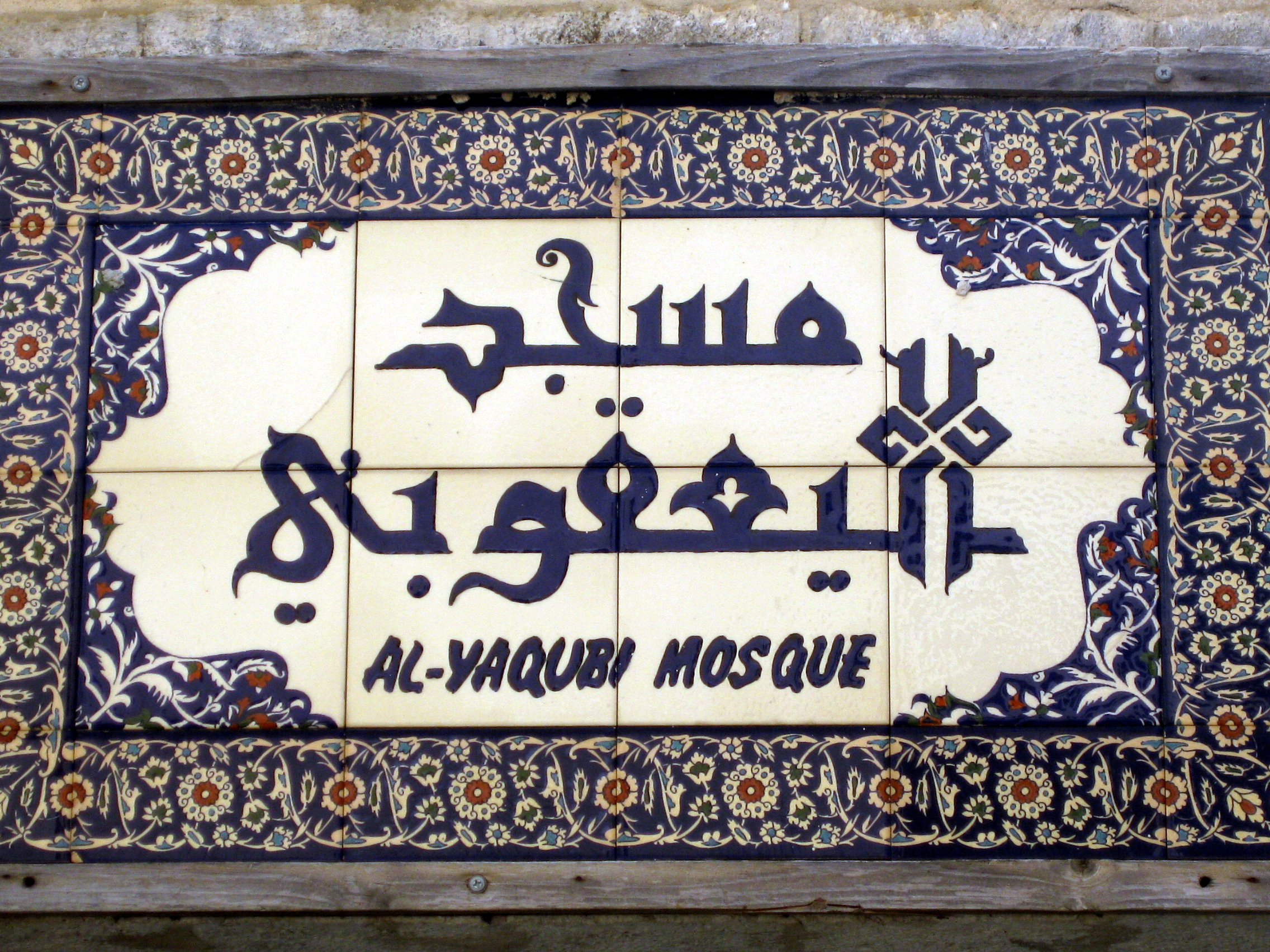
مدخل المسجد.

المسجد اليعقوبي مسجد أثري يقع داخل أسوار البلدة القديمة لمدينة القدس، بالقرب من باب الخليل ومقابل قلعة القدس. يعود تاريخ البناء إلى الفترة الممتدة من القرن السابع حتى القرن الثامن، كما تشير بعض التقديرات إلى أنه كان من المباني الرومانية القديمة قبل تحويله إلى مسجد ويفتتحه صلاح الدين الأيوبي. يحيط بالمسجد كنيسة للبروتستانت وبيوت صادرتها إسرائيل من سكانها العرب بعد حرب 1967. ويبلغ طوله من الداخل 14 متر وعرضه سبعة أمتار، أي بمساحة تقارب 100 متر مربع، وبارتفاع ستة أمتار، كما يحتوي على ساحة خارجية. تم تسمية المسجد نسبةً إلى الشيخ يعقوب العجمي، كما اشتهر باسم «زاوية الشيخ شمس الدين بن الشيخ عبد الله البغدادي»، وأيضا باسم «مسجد العسلي».

## التاريخ
تعود أصول المبنى إلى القرن الثاني عشر الميلادي حيث شُيّد ككنيسة صليبية خلال فترة الاحتلال الصليبي للقدس. وبعد تحرير المدينة على يد صلاح الدين الأيوبي حول المبنى إلى زاوية صوفية في القرن الخامس عشر الميلادي عُرفت باسم زاوية الشيخ يعقوب العجمي. لاحقًا، تحول المبنى إلى مسجد تُقام فيه الصلوات الخمس واستمر في أداء دوره الديني حتى يومنا هذا.

## التسمية
يُنسب المسجد إلى الشيخ يعقوب العجمي وهو أحد المتصوفة الذين عاشوا في القدس. كما عُرف المسجد بأسماء أخرى منها "زاوية الشيخ شمس الدين بن الشيخ عبد الله البغدادي" نسبةً إلى أحد العدول في المدينة و"مسجد العسلي" نسبةً إلى حارة العسلية التي يقع فيها المسجد.

## البناء
يتألف المسجد من بيت صلاة مستطيل الشكل تبلغ مساحته حوالي 98 مترًا مربعًا وارتفاعه 6 أمتار. يحتوي على محراب في الجدار الجنوبي وساحة مكشوفة في الجهة الغربية بمساحة 5×12 مترًا. لا يحتوي المسجد على مئذنة مما يُميز تصميمه عن العديد من المساجد الأخرى في المدينة.

### الترميم والاهتمام الحديث
ظل المسجد مهملًا لفترة طويلة حتى خضع لترميم شامل في ثمانينيات القرن العشرين من قبل إدارة أوقاف القدس. عين مشرف عليه ومنذ ذلك الحين يُستخدم المسجد لإقامة الصلوات الخمس ويُعتبر مركزًا دينيًا مهمًا في المنطقة.

### الأوقاف والتحديات
كان للمسجد أوقاف تمتد على مساحة تُقدر بحوالي 10 دونمات تشمل أراضٍ وعقارات في المنطقة المحيطة. إلا أن هذه الأوقاف تعرضت للبيع في نهاية القرن التاسع عشر بذريعة إعمار المسجد مما أدى إلى تقليص مساحته وتراجع حالته. بعد حرب 1967 صادرت سلطات الاحتلال الإسرائيلي البيوت المحيطة بالمسجد من سكانها العرب مما أثر على البيئة الاجتماعية والدينية للمكان.

## الموقع
يقع مسجد اليعقوبي في قلب البلدة القديمة بالقدس تحديدًا في حارة العسلية قرب باب الخليل مقابل قلعة القدس. يُعد هذا المسجد من المعالم الإسلامية التاريخية المهمة حيث يجسد تداخل الحضارات والأديان في المدينة المقدسة.
ويقع المسجد في منطقة غنية بالتنوع الديني والثقافي حيث يجاوره من الناحية الغربية كنيسة تابعة للبروتستانت وترتبط بالتاريخ المبكر للكنيسة الأسقفية في القدس. كما تحيط به منازل لعائلات من طوائف مختلفة مثل السريان والبروتستانت واللاتين والأرمن مما يعكس التعددية الدينية والثقافية في المدينة.